# Feldhockey-Weltmeisterschaft der Damen 2022
Die 15. Feldhockey-Weltmeisterschaft der Damen wurde vom 1. Juli bis 17. Juli 2022 in Terrassa (Spanien) und Amstelveen (Niederlande) ausgetragen. Es traten 16 Nationalmannschaften in zunächst vier Gruppen und danach in Playoffspielen gegeneinander an. Insgesamt wurden 36 Spiele absolviert.
Titelverteidiger und erneuter Gewinner der Weltmeisterschaft waren die Niederlande.

## Ausrichter
Die International Hockey Federation gab im November 2019 bekannt, dass die Weltmeisterschaft in Spanien und den Niederlanden stattfinden wird.

## Qualifikation
Neben Gastgeber Spanien und Niederlande qualifizierten sich aus Europa und Asien je 4 Teams, aus Amerika 3 Teams, aus Afrika 1 Team, sowie die beiden Teams aus Ozeanien.
| Land                | qualifiziert als                                       | Datum der Qualifikation | bisherige Teilnahmen | bisherige Teilnahmen                                                               |
| Land                | qualifiziert als                                       | Datum der Qualifikation | Anzahl               | Jahre                                                                              |
| ------------------- | ------------------------------------------------------ | ----------------------- | -------------------- | ---------------------------------------------------------------------------------- |
| Niederlande         | Gastgeber                                              | 8. November 2019        | 14                   | 1974, 1976, 1978, 1981, 1983, 1986, 1990, 1994, 1998, 2002, 2006, 2010, 2014, 2018 |
| Spanien             | Gastgeber                                              | 8. November 2019        | 11                   | 1974, 1976, 1978, 1981, 1986, 1990, 1994, 2002, 2006, 2010, 2018                   |
| Deutschland         | 2. Platz Feldhockey-Europameisterschaft der Damen 2021 | 11. Juni 2021           | 14                   | 1974, 1976, 1978, 1981, 1983, 1986, 1990, 1994, 1998, 2002, 2006, 2010, 2014, 2018 |
| Belgien             | 3. Platz Feldhockey-Europameisterschaft der Damen 2021 | 11. Juni 2021           | 06                   | 1974, 1976, 1978, 1981, 2014, 2018                                                 |
| England             | 5. Platz Feldhockey-Europameisterschaft der Damen 2021 | 11. Juni 2021           | 10                   | 1983, 1986, 1990, 1994, 1998, 2002, 2006, 2010, 2014, 2018                         |
| Irland              | Europäisches Qualifikationsturnier                     | 24. Oktober 2021        | 04                   | 1986, 1994, 2002, 2018                                                             |
| Südafrika           | Afrikameister                                          | 23. Januar 2022         | 06                   | 1998, 2002, 2006, 2010, 2014, 2018                                                 |
| Volksrepublik China | Halbfinalist Asienmeisterschaft                        | 24. Januar 2022         | 08                   | 1990, 1994, 1998, 2002, 2006, 2010, 2014, 2018                                     |
| Südkorea            | Halbfinalist Asienmeisterschaft                        | 24. Januar 2022         | 08                   | 1990, 1994, 1998, 2002, 2006, 2010, 2014, 2018                                     |
| Japan               | Halbfinalist Asienmeisterschaft                        | 24. Januar 2022         | 08                   | 1978, 1981, 1990, 2002, 2006, 2010, 2014, 2018                                     |
| Indien              | Halbfinalist Asienmeisterschaft                        | 24. Januar 2022         | 07                   | 1974, 1978, 1983, 1998, 2006, 2010, 2018                                           |
| Argentinien         | Panamerikameister                                      | 27. Januar 2022         | 14                   | 1974, 1976, 1978, 1981, 1983, 1986, 1990, 1994, 1998, 2002, 2006, 2010, 2014, 2018 |
| Chile               | 2. Panamerikameisterschaft                             | 27. Januar 2022         | 0                    |                                                                                    |
| Kanada              | 3. Panamerikameisterschaft                             | 29. Januar 2022         | 06                   | 1978, 1981, 1983, 1986, 1990, 1994                                                 |

fett = Weltmeister im jeweiligen Jahr

## Gruppen
Die Gruppen wurden nach der Weltrangliste des Welthockeyverbandes FIH eingeteilt.
| Gruppe A        | Gruppe B                 | Gruppe C        | Gruppe D       |
| --------------- | ------------------------ | --------------- | -------------- |
| Niederlande (1) | England (3)              | Argentinien (2) | Australien (4) |
| Deutschland (5) | Neuseeland (8)           | Spanien (6)     | Belgien (7)    |
| Irland (12)     | Indien (9)               | Südkorea (11)   | Japan (10)     |
| Chile (17)      | Volksrepublik China (14) | Kanada (13)     | Südafrika (16) |

In Klammern sind die Platzierungen in der Weltrangliste der FIH zur Zeit der Gruppeneinteilung angegeben.

## Gruppenphase
Legende

Alle Zeitangaben sind in Ortszeit (UTC+1) angegeben und damit eine Stunde gegenüber MESZ versetzt.

### Gruppe A
Spielplan
| Datum        | Zeit      | Begegnung                 | Ergebnis  | MR |
| ------------ | --------- | ------------------------- | --------- | -- |
| 2. Juli 2022 | 16:30 Uhr | Deutschland – Chile       | 4:1 (2:1) |    |
| 2. Juli 2022 | 19:30 Uhr | Niederlande – Irland      | 5:1 (1:0) |    |
| 3. Juli 2022 | 19:30 Uhr | Deutschland – Niederlande | 1:3 (0:1) |    |
| 3. Juli 2022 | 14:00 Uhr | Irland – Chile            | 0:1 (0:0) |    |
| 6. Juli 2022 | 16:30 Uhr | Irland – Deutschland      | 0:3 (0:1) |    |
| 6. Juli 2022 | 19:30 Uhr | Niederlande – Chile       | 3:1 (1:1) |    |

| Pl. | Mannschaft  | Sp. | S | U | N | Tore | Diff. | Pkt. |
| --- | ----------- | --- | - | - | - | ---- | ----- | ---- |
| 1.  | Niederlande | 3   | 3 | 0 | 0 | 11:3 | +8    | 9    |
| 2.  | Deutschland | 3   | 2 | 0 | 1 | 8:4  | +4    | 6    |
| 3.  | Chile       | 3   | 1 | 0 | 2 | 3:7  | - 4   | 3    |
| 4.  | Irland      | 3   | 0 | 0 | 3 | 1:9  | - 8   | 0    |

### Gruppe B
Spielplan
| Datum        | Zeit      | Begegnung            | Ergebnis  | MR |
| ------------ | --------- | -------------------- | --------- | -- |
| 2. Juli 2022 | 14:00 Uhr | Neuseeland – China   | 2:2 (1:0) |    |
| 3. Juli 2022 | 16:30 Uhr | England – Indien     | 1:1 (1:1) |    |
| 5. Juli 2022 | 16:30 Uhr | Neuseeland – England | 3:1 (1:1) |    |
| 5. Juli 2022 | 19:30 Uhr | Indien – China       | 1:1 (0:1) |    |
| 7. Juli 2018 | 19:30 Uhr | Indien – Neuseeland  | 3:4 (1:2) |    |
| 7. Juli 2018 | 16:30 Uhr | England – China      | 2:0 (2:0) |    |

| Pl. | Mannschaft          | Sp. | S | U | N | Tore | Diff. | Pkt. |
| --- | ------------------- | --- | - | - | - | ---- | ----- | ---- |
| 1.  | Neuseeland          | 3   | 2 | 1 | 0 | 9:6  | +3    | 7    |
| 2.  | England             | 3   | 1 | 1 | 1 | 4:4  | 0     | 4    |
| 3.  | Indien              | 3   | 0 | 2 | 1 | 5:6  | −1    | 2    |
| 4.  | Volksrepublik China | 3   | 0 | 2 | 1 | 3:5  | −2    | 2    |

### Gruppe C
Spielplan
| Datum        | Zeit      | Begegnung              | Ergebnis  | MR |
| ------------ | --------- | ---------------------- | --------- | -- |
| 1. Juli 2022 | 21:30 Uhr | Spanien – Kanada       | 4:1 (4:0) |    |
| 2. Juli 2022 | 18:00 Uhr | Argentinien – Südkorea | 4:0 (3:0) |    |
| 3. Juli 2022 | 21:30 Uhr | Spanien – Argentinien  | 1:4 (0:0) |    |
| 3. Juli 2022 | 18:00 Uhr | Südkorea – Kanada      | 3:2 (1:1) |    |
| 7. Juli 2022 | 21:30 Uhr | Spanien – Südkorea     | 4:1 (2:1) |    |
| 7. Juli 2022 | 18:00 Uhr | Argentinien – Kanada   | 7:1 (3:1) |    |

| Pl. | Mannschaft  | Sp. | S | U | N | Tore | Diff. | Pkt. |
| --- | ----------- | --- | - | - | - | ---- | ----- | ---- |
| 1.  | Argentinien | 3   | 3 | 0 | 0 | 15:2 | +13   | 9    |
| 2.  | Spanien     | 3   | 2 | 0 | 1 | 9:6  | +3    | 6    |
| 3.  | Südkorea    | 3   | 1 | 0 | 2 | 4:10 | −6    | 3    |
| 4.  | Kanada      | 3   | 0 | 0 | 3 | 4:14 | −10   | 0    |

### Gruppe D
Spielplan
| Datum        | Zeit      | Begegnung              | Ergebnis  | MR |
| ------------ | --------- | ---------------------- | --------- | -- |
| 2. Juli 2022 | 21:30 Uhr | Australien – Japan     | 2:0 (0:0) |    |
| 3. Juli 2022 | 15:00 Uhr | Belgien – Südafrika    | 4:1 (2:1) |    |
| 5. Juli 2022 | 18:00 Uhr | Japan – Südafrika      | 3:3 (2:0) |    |
| 5. Juli 2022 | 21:30 Uhr | Belgien – Australien   | 0:2 (0:0) |    |
| 8. Juli 2022 | 18:00 Uhr | Japan – Belgien        | 0:3 (0:1) |    |
| 8. Juli 2022 | 21:30 Uhr | Südafrika – Australien | 1:2 (1:2) |    |

| Pl. | Mannschaft | Sp. | S | U | N | Tore | Diff. | Pkt. |
| --- | ---------- | --- | - | - | - | ---- | ----- | ---- |
| 1.  | Australien | 3   | 3 | 0 | 0 | 6:1  | +5    | 9    |
| 2.  | Belgien    | 3   | 2 | 0 | 1 | 7:3  | +4    | 6    |
| 3.  | Südafrika  | 3   | 0 | 1 | 2 | 5:9  | −4    | 1    |
| 4.  | Japan      | 3   | 0 | 1 | 2 | 3:8  | −5    | 1    |

## Finalrunde

### Überkreuzspiele
| Datum         | Zeit      | Begegnung               | Ergebnis  | MR |
| ------------- | --------- | ----------------------- | --------- | -- |
| 9. Juli 2022  | 17:00 Uhr | Deutschland – Südafrika | 1:0 (0:0) |    |
| 9. Juli 2022  | 19:30 Uhr | Belgien – Chile         | 5:0 (4:0) |    |
| 10. Juli 2022 | 18:00 Uhr | Spanien – Indien        | 1:0 (0:0) |    |
| 10. Juli 2022 | 21:30 Uhr | England – Südkorea      | 5:0 (3:0) |    |

### Viertelfinale
Im Viertelfinale trafen die vier Gruppensieger der Vorrunde jeweils auf einen Gewinner eines Überkreuzspiels.
| Datum         | Zeit      | Begegnung                | Ergebnis  | MR |
| ------------- | --------- | ------------------------ | --------- | -- |
| 12. Juli 2022 | 17:00 Uhr | Neuseeland – Deutschland | 0:1 (0:1) |    |
| 12. Juli 2022 | 19:30 Uhr | Niederlande – Belgien    | 2:1 (1:0) |    |
| 13. Juli 2022 | 19:00 Uhr | Argentinien – England    | 1:0 (0:0) |    |
| 13. Juli 2022 | 21:30 Uhr | Australien – Spanien     | 2:0 (1:0) |    |

### Halbfinale
| Datum         | Zeit      | Begegnung                 | Ergebnis               | MR |
| ------------- | --------- | ------------------------- | ---------------------- | -- |
| 16. Juli 2022 | 18:30 Uhr | Niederlande – Australien  | 1:0 (0:0)              |    |
| 16. Juli 2022 | 21:30 Uhr | Deutschland – Argentinien | 2:4 (n. P.) (1:1, 2:2) |    |

### Spiel um Platz 3
| Datum         | Zeit      | Begegnung                | Ergebnis | MR |
| ------------- | --------- | ------------------------ | -------- | -- |
| 17. Juli 2022 | 18:30 Uhr | Deutschland – Australien | 1:2      |    |

### Finale
| Datum         | Zeit      | Begegnung                 | Ergebnis | MR |
| ------------- | --------- | ------------------------- | -------- | -- |
| 17. Juli 2022 | 21:30 Uhr | Niederlande – Argentinien | 3:1      |    |

## Endklassement
| Rang | Mannschaft          |
| ---- | ------------------- |
| 01   | Niederlande         |
| 02   | Argentinien         |
| 03   | Australien          |
| 04   | Deutschland         |
|      |                     |
| 05   | Neuseeland          |
| 06   | Belgien             |
| 07   | Spanien             |
| 08   | England             |
|      |                     |
| 09   | Indien              |
| 10   | Volksrepublik China |
| 11   | Japan               |
| 12   | Irland              |
|      |                     |
| 13   | Chile               |
| 14   | Südkorea            |
| 15   | Südafrika           |
| 16   | Kanada              |

## Medaillengewinnerinnen
| Platz | Land        | Sportlerinnen |
| ----- | ----------- | --- |
| 1     | Niederlande | Anne Veenendaal, Sanne Koolen, Freeke Moes, Laurien Leurink, Xan de Waard, Marloes Keetels, Felice Albers, Maria Verschoor, Lidewij Welten, Frédérique Matla, Pien Sanders, Laura Nunnink, Josine Koning, Margot van Geffen, Eva de Goede, Joosje Burg (ohne Einsatz), Renée van Laarhoven, Sabine Plonissen, Yibbi Jansen, Lisa Post (ohne Einsatz)                                                |
| 2     | Argentinien | Belén Succi, Sofía Toccalino, Agustina Gorzelany, Valentina Raposo, Agostina Alonso, Maria Forcherio, Agustina Albertario, María José Granatto, Clara Barberi, Rocío Sánchez Moccia, Victoria Sauze, Sofia Cairo (ohne Einsatz), Victoria Granatto, Eugenia Trinchinetti, Jimena Cedres, Julieta Jankunas, Valentina Marcucci, Valentina Costa Biondi, Delfina Thome, Daiana Pacheco (ohne Einsatz) |
| 3     | Australien  | Claire Colwill, Ambrosia Malone, Amy Lawton, Penny Squibb, Aleisha Power, Georgie Wilson (ohne Einsatz), Shanea Tonkin (ohne Einsatz), Maddy Fitzpatrick, Greta Hayes, Harriet Shand, Stephanie Kershaw, Kaitlin Nobbs, Jane Claxton, Jocelyn Bartram, Karri Somerville, Renee Taylor, Mariah Williams, Hannah Cullum-Sanders, Rebecca Greiner, Grace Stewart                                       |